# 聖母のエリザベト訪問 (アルベルティネッリ)
『聖母のエリザベト訪問』（せいぼのエリザベトほうもん、伊:Visitazione）は、イタリアの盛期ルネサンス期の画家、マリオット・アルベルティネッリによる1503年の板上の油彩画である。制作年は作品の両方の柱に表示されている。現在、作品はフィレンツェのウフィツィ美術館に所蔵されている。
ヴァザーリによると、本作はフィレンツェのサン・ミケーレ・アッレ・トロンベ教会（1517年に聖エリサベトに再奉献された教会）にあるサンテリサベッタ・デッラ・コングレーガ・デイ・プレーティ礼拝堂に由来する。アルベルティネッリは、フラ・バルトロメオがドミニコ会修道士としての誓いを立てる1503年までフラ・バルトロメオと共同で制作した。現在、ルーヴル美術館に所蔵されている素描は、この年より前のある段階で、2人の芸術家が一緒に絵画の構図を作成したことを示している。絵画自体は、ほぼ工房の協力なしにアルベルティネッリにより制作されたが、1995年の修復作業中、作品にアルベルティネッリの署名が見つかった。
背景の風景はペルジーノの作品を基にしているが、女性の足元の精緻な植物は、レオナルド・ダ・ヴィンチの同様の植物の影響を受けている。ほとんど金属的な色彩は、ミケランジェロの『聖家族』の色彩を予期している。

## プレデッラ (裾絵)
本作には、「受胎告知」、「幼子イエスの礼拝」、「キリストの割礼」の場面からなるプレデッラが存在する。

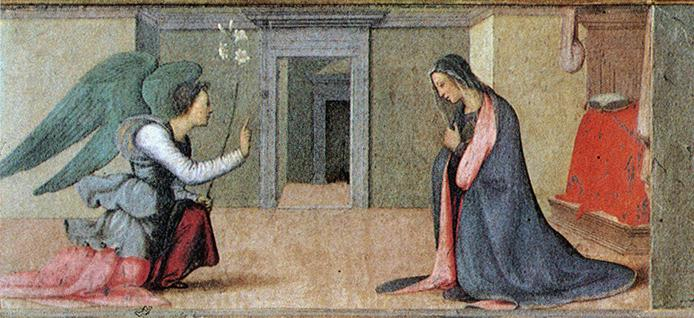
『受胎告知』
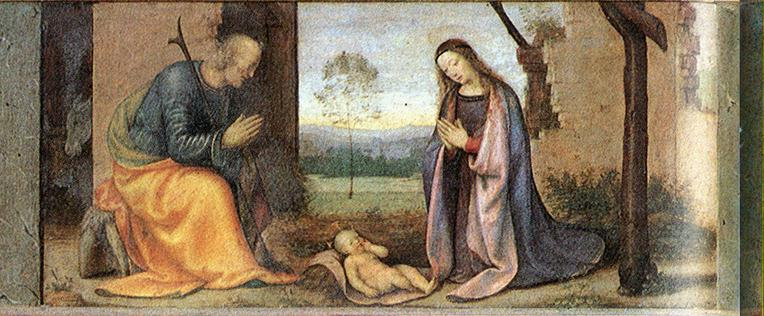
『幼子イエスの礼拝』
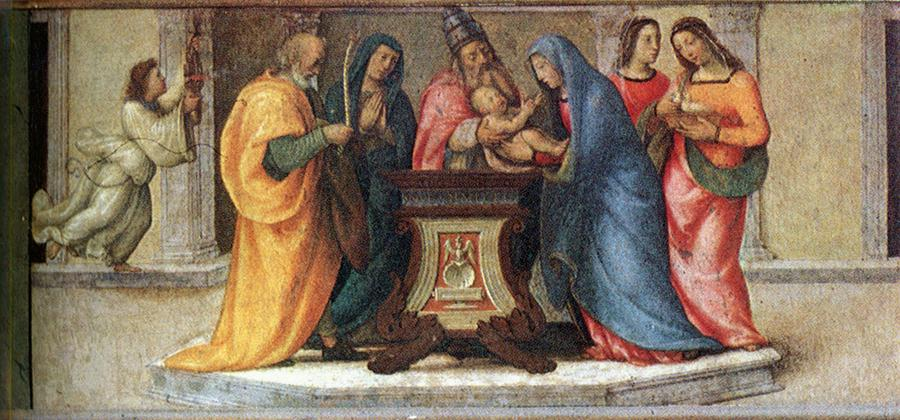
『キリストの割礼』